# ČSD-Baureihe 498.0
Die ČSD-Baureihe 498.0 war eine Baureihe von Schnellzug-Schlepptenderlokomotiven der einstigen Tschechoslowakischen Staatsbahnen (ČSD). Wegen ihres eleganten Äußeren erhielten sie vom Betriebsdienst den Spitznamen Albatros.

## Geschichte
Die Lokomotiven der Baureihe 498.0 entstanden nach dem Zweiten Weltkrieg, als ein großer Bedarf an Lokomotiven zur Verbindung der großen Städte bestand, zumal die letzte Schnellzugkonstruktion aus dem Jahr 1938 (ČSD-Baureihe 486.0) stammte. Die Lokomotive wurde deshalb mit dem Bestelldatum 6. Oktober 1945 als Weiterentwicklung dieser bewährten Schnellzuglokomotive bei Škoda in Plzeň ausgeführt. Gegenüber dem „Grünen Anton“ wies die Lokomotive erhebliche Verbesserungen auf.
Der Lokomotivrahmen wurde als Barrenrahmen mit 90 mm dicken Rahmenwangen ausgeführt. Alle Treib- und Kuppelräder liefen in zentral geschmierten Gleitlagern. Der Kessel der Lokomotiven wurde geschweißt, lediglich die ersten Lokomotivkessel wurden noch zum Teil genietet. Die Betätigung des Kipprostes erfolgte vom Führerhaus aus. Die Feuertür wurde mittels eines Fußhebels pneumatisch geöffnet und geschlossen. Die Heusingersteuerung arbeitete mit Inneneinströmung und wurde mit Hilfe eines pneumatischen Servomotors umgesteuert. Die Schwingen liefen in Wälzlagern.
Die Lokomotiven erhielten für die Räder und den Rahmen eine rote Färbung, für den Kessel und das Führerhaus eine blaue und das Führerhausdach eine weiße Färbung.
Die Lokomotiven errangen national und international großes Aufsehen auf Grund ihrer Leistung. Im Plandienst beförderten sie die schweren Expresszüge mit Lasten über 600 t, waren aber auch universell einsetzbar. Bei den Abnahmefahrten beförderten sie planmäßige Schnellzüge mit 600 t Last mit Spitzengeschwindigkeiten bis zu 136 km/h. Durch ihren Einsatz war es möglich, die Fahrzeiten der schweren Expresszüge erheblich zu verkürzen;
auf der Strecke Prag–Přerov um 20 Minuten, auf der Strecke Prag–Bratislava um 40 Minuten. Allerdings beanspruchten diese Leistungen die Lokomotiven und das Personal auf das Äußerste, was auch nicht selten zu Verspätungen führte. Während des Betriebes wurden Versuche an den Maschinen mit dem Kylchap-Doppelblasrohr durchgeführt, Dies führte dann zur Beschaffung der Baureihe 498.1, die den Höhepunkt des Dampflokomotivbaues der Tschechoslowakei darstellt. Die Maschinen erhielten nachträglich eine Stoker-Feuerung.
Mit der Elektrifizierung der wichtigsten Hauptstrecken bei den ČSD wurden die Lokomotiven auf nichtelektrifizierte Strecken abgezogen, und ihr Bestand ging langsam zurück. Waren 1969 noch 27 Lokomotiven im Einsatz, so waren es im Jahr 1972 noch vier Maschinen, die im Depot Plzeň Dienst taten, und hier von den Diesellokomotiven der Reihe T 478.3 verdrängt wurden.
1976 wurde als letzter „Albatros“ 498.022 ausgemustert. 498.022 blieb erhalten und wird als betriebsfähige Museumslokomotive der ČD in Praha-Smíchov betreut.